# Serious Sam: Drugie starcie
Serious Sam: Drugie starcie (ang. Serious Sam: The Second Encounter) – gra komputerowa z gatunku first-person shooter, kontynuacja Serious Sam: Pierwsze starcie. Po katastrofie statku kosmicznego Sam rozbija się gdzieś w Ameryce Południowej. W Drugim starciu gracz ma do dyspozycji większy arsenał broni, dodano m.in. miotacz ognia, karabin snajperski i piłę łańcuchową. Gracz ma także do dyspozycji specjalną bombę, która po użyciu zabija wszystkich przeciwników w najbliższym otoczeniu. Rozgrywkę wzbogacono również o tzw. Power-up, czyli obiekty, które po zebraniu czasowo ułatwiają graczowi zmaganie ze sługusami Mentala, takie jak nieśmiertelność, niewidzialność, zwiększona szybkość poruszania się oraz zwiększenie zadawanych obrażeń. Autorzy poprawili silnik graficzny gry. Podobnie jak w pierwszej części gracz ma za zadanie przejść mapę w jak najkrótszym czasie zabijając jak najwięcej wrogów. Akcja gry rozgrywa się w krainie Majów, Babilonie oraz średniowiecznej Europie. Tytuł posiada także tryb gry wieloosobowej zarówno w trybie online jak i również w trybie offline.

## Serious Sam HD: The Second Encounter
W kwietniu 2010 roku na komputery osobiste oraz Xboksa 360 został wydany remake produkcji pod tytułem Serious Sam HD: The Second Encounter. Użyto w nim nowego silnika graficznego Serious Engine 3, dzięki któremu poprawiono jakość oprawy graficznej.